# O Aprendiz
O Aprendiz é um reality show de empreendedorismo brasileiro produzido e exibido originalmente pela Rede Record entre 4 de novembro de 2004 e 3 de julho de 2014 em dez temporadas. É a versão brasileira do programa estadunidense The Apprentice, exibido pela NBC e distribuído como franquia mundialmente pela FremantleMedia. Em suas três primeiras edições, o programa foi uma co-produção da Record com o canal de TV por assinatura People & Arts, que também exibiu a versão original americana no Brasil e também exibiu o programa nacional, e a produtora TV7, responsável pela produção dos episódios. 
As seis primeiras temporadas foram apresentadas por Roberto Justus, sendo as duas seguintes comandadas por João Doria quando o primeiro deixou a emissora. Em 2013, Justus retornou para mais duas temporadas antes do programa ser encerrado. Em 2018, Justus assinou contrato com a Band e decidiu reviver o O Aprendiz no novo canal.

## Produção
Em janeiro de 2004, Ricardo Bellino, sócio brasileiro de Donald Trump, que na época era o apresentador da versão original do programa, começou a conversar com algumas emissoras para fazer uma versão brasileira do programa The Apprentice. Em agosto de 2004, a Record contratou o administrador Roberto Justus para apresentar o programa. Antes da estreia do programa, Roberto Justus viajou aos Estados Unidos para conversar com Donald Trump, pois a versão americana estava fazendo muito sucesso. O programa estreou sua primeira temporada no dia 4 de novembro de 2004, às 22:00, sob o comando de Roberto Justus. Para esta temporada foram mais de 30 mil inscritos.
Justus apresentou as 6 primeiras temporadas do programa. Ele deixou a atração em 2009, quando deixou a Record. Em agosto de 2009, o empresário João Doria Júnior, presidente do grupo Doria Associados assinou contrato com a RecordTV para ficar a frente do programa. Ele apresentou as versões Aprendiz Universitário em 2010 e Aprendiz Empreendedor em 2011. Em 2012, a Rede Record havia revelado que não teria planos para continuar a exibição do programa. Porém a ideia foi descartada e em 2013 lançou mais uma temporada do programa, Aprendiz - O Retorno, marcando a volta do apresentador Roberto Justus.
A décima edição do programa foi exibida em 2014, Aprendiz Celebridades, trazendo celebridades ao invés de candidatos anônimos na disputa. Em 2019 voltou a ser produzido após 5 anos, desta vez na Rede Bandeirantes e com influenciadores digitais compondo o elenco de participantes.

## Formato
No programa, 16-18 candidatos concorrem a um contrato em uma empresa, por pelo menos um ano, pago pelo patrocinador do programa (algumas edições envolveram disputas por prêmios diferentes). Divididos em duas equipes, os candidatos concorrem realizando uma série de tarefas envolvendo vendas, marketing, promoções, negócios imobiliários, finanças, ações beneficentes, publicidade e gerenciamento de negócios, bem como arrecadação de fundos, administração de bens e realização de eventos de grandes proporções. Cada equipe, após escolher um líder, tem apenas alguns dias para realizar sua tarefa relacionada ao mundo corporativo, lidando muitas vezes com quantias de milhares de reais. Tendo que seguir regras rigorosas, são julgados pelo apresentador, que conta com a ajuda de conselheiros nessa tarefa.

### Tarefas
No início da edição, os candidatos são divididos em duas equipes e recebem uma série de tarefas baseadas no mundo corporativo, desenhadas para avaliar habilidades em vendas, negociação, apresentação, liderança, trabalho em equipe e organização, com cada episódio envolvendo a conclusão de uma destas tarefas. Antes de começarem a trabalhar, cada equipe escolhe um líder para guiar os outros participantes durante a execução da tarefa. Uma vez, os líderes foram escolhidos pelo apresentador. As equipes são acompanhadas durante as tarefas por conselheiros, que elaboram dossiês a respeito do desempenho dos integrantes. Conforme os candidatos são demitidos, a composição das duas equipes é reestruturada periodicamente.

### Resultados e demissões
Após a conclusão da tarefa, as equipes se direcionam para um ponto de encontro, onde o apresentador, juntamente com os conselheiros, revelam os resultados e nomeiam uma das equipes como vencedora (com base em critérios específicos para cada tarefa), que recebe uma recompensa.
A equipe derrotada é enviada para as acomodações que o programa provém e os participantes normalmente discutem seus erros na tarefa. Posteriormente são enviados para uma sala de reunião onde são submetidos a uma avaliação mais detalhada do apresentador: o líder da equipe é orientado a escolher dois integrantes para acompanhá-lo em uma fase final de interrogações. Normalmente, estes dois são os membros com o pior desempenho, mas em tese o líder pode agir estrategicamente e tentar eliminar candidatos mais fortes da competição, ou ainda fazer suas escolhas se baseando na personalidade. As discussões frequentemente são acaloradas pois os candidatos tentam culpar uns aos outros pela derrota. Por fim, o apresentador elimina um dos três com a frase "você está demitido", e este candidato deixa a competição. Em algumas ocasiões, dois candidatos foram demitidos na mesma tarefa.
O participante demitido é então observado entrando em um táxi para voltar para casa, onde é rapidamente entrevistado para refletir sobre sua participação e/ou eliminação. Os candidatos poupados retornam às acomodações providenciadas pelo programa, onde aguardarão com os demais a próxima tarefa.

### Etapas finais
Quando o número de candidatos é reduzido para um total de três ou quatro participantes, estes passam a competir individualmente. Nas três primeiras temporadas, esta etapa envolvia entrevistas com executivos da confiança de Justus e resultava na seleção de dois finalistas. Nas temporadas seguintes, após a concretização da parceria entre o programa e o SEBRAE, as entrevistas foram substituídas por uma tarefa prática individual, que normalmente busca avaliar a capacidade de empreendedorismo e lidar com o imprevisto. Numa das temporadas, a tarefa aplicada para definição dos finalistas foi um quiz show.
Quando os finalistas são revelados, avançam para a última etapa do processo e devem realizar uma tarefa final com equipes formadas por candidatos demitidos anteriormente. Após a conclusão desta tarefa, ambos são avaliados pela última vez em uma Sala de Reunião com o apresentador e seus conselheiros, da qual um deles será vitorioso e receberá o prêmio. O participante "contratado" nem sempre é aquele que venceu a tarefa final, pois a decisão é embasada em toda a trajetória dos finalistas.

## Edições
| Temporada                  | Apresentador      | Equipes                          | Vencedor (a)                      | Prêmio | Exibição original                                            | Emissora    |
| -------------------------- | ----------------- | -------------------------------- | --------------------------------- | --- | ------------------------------------------------------------ | ----------- |
| O Aprendiz                 | Roberto Justus    | Ginga Brasil (6–6) Solidéz (6–6) | Vivianne Ventura Brafmann         | Gerência de novos negócios na Wunderman                                                                   | Estreia: 4 de novembro de 2004 Final: 23 de dezembro de 2004 | Rede Record |
| O Aprendiz 2               | Roberto Justus    | Mandala (8–5) V-8 (5–8)          | Fábio de Oliveira Porcel          | Gerência de novos negócios na Dezbrasil                                                                   | Estreia: 23 de junho de 2005 Final: 18 de agosto de 2005     | Rede Record |
| O Aprendiz 3               | Roberto Justus    | Águia (6–7) Alliance (7–6)       | Anselmo Martini                   | Cargo internacional na área de planejamento e estratégia na Wunderman                                     | Estreia: 23 de junho de 2006 Final: 26 de setembro de 2006   | Rede Record |
| Aprendiz 4 - O Sócio       | Roberto Justus    | Adapt (4–8) Ello (8–4)           | Tiago de Aguiar Pereira           | Cotas de sociedade no valor de R$ 500 mil em empresa particular R$ 500 mil pagos a título de pró-labore   | Estreia: 3 de maio de 2007 Final: 28 de junho de 2007        | Rede Record |
| Aprendiz 5 - O Sócio       | Roberto Justus    | Foccos (8–5) Masters (5–8)       | Clodoaldo Araújo                  | Cotas de sociedade no valor de R$ 1 milhão na incubadora Brainers R$ 1 milhão pago a título de pró-labore | Estreia: 6 de maio de 2008 Final: 26 de junho de 2008        | Rede Record |
| Aprendiz 6 - Universitário | Roberto Justus    | Best (7–5) Maxxi (6–6)           | Marina Vasques de Oliveira Erthal | Cargo de trainee na Young & Rubicam R$ 1 milhão                                                           | Estreia: 9 de abril de 2009 Final: 28 de maio de 2009        | Rede Record |
| Aprendiz Universitário     | João Doria Júnior | Avant (6–7) Up (7–6)             | Samara Schuch Bueno               | Cargo de consultoria de eventos do Grupo Lide R$ 1 milhão                                                 | Estreia: 15 de abril de 2010 Final: 8 de junho de 2010       | Rede Record |
| Aprendiz Empreendedor      | João Doria Júnior | Vanguarda (7–6) Vetor (6–7)      | Janaina de Melo                   | R$ 1,5 milhão                                                                                             | Estreia: 1 de novembro de 2011 Final: 20 de dezembro de 2011 | Rede Record |
| Aprendiz - O Retorno       | Roberto Justus    | Flecha (5–8) Sinergia (8–5)      | Renata Tolentino                  | Cargo na Grey Brasil R$ 1 milhão                                                                          | Estreia: 1 de outubro de 2013 Final: 10 de dezembro de 2013  | Rede Record |
| Aprendiz Celebridades      | Roberto Justus    | Fênix (4–5) Next (5–4)           | Ana Moser                         | R$ 1 milhão Doação de R$ 828 mil para o Instituto Esporte & Educação                                      | Estreia: 22 de abril de 2014 Final: 3 de julho de 2014       | Rede Record |
| O Aprendiz                 | Roberto Justus    | Hashtag (5–9) Share (8–6)        | Gabriel Gasparini                 | R$ 1 milhão                                                                                               | Estreia: 18 de março de 2019 Final: 1 de julho de 2019       | Band        |

### Conselheiros
| Apresentador(a)      | Edições  | Edições  | Edições  | Edições  | Edições  | Edições  | Edições  | Edições  | Edições  | Edições   | Edições   |
| Apresentador(a)      | 1.ª 2004 | 2.ª 2005 | 3.ª 2006 | 4.ª 2007 | 5.ª 2008 | 6.ª 2009 | 7.ª 2010 | 8.ª 2011 | 9.ª 2013 | 10.ª 2014 | 11.ª 2019 |
| -------------------- | -------- | -------- | -------- | -------- | -------- | -------- | -------- | -------- | -------- | --------- | --------- |
| Isabel Arias         |          |          |          |          |          |          |          |          |          |           |           |
| José Tolovi Junior   |          |          |          |          |          |          |          |          |          |           |           |
| Roberto Paschoali    |          |          |          |          |          |          |          |          |          |           |           |
| Walter Longo         |          |          |          |          |          |          |          |          |          |           |           |
| Edison Henriques Jr. |          |          |          |          |          |          |          |          |          |           |           |
| Vivianne Brafmann    |          |          |          |          |          |          |          |          |          |           |           |
| Fernando Gameleira   |          |          |          |          |          |          |          |          |          |           |           |
| Cláudio Forner       |          |          |          |          |          |          |          |          |          |           |           |
| Cristiana Arcangeli  |          |          |          |          |          |          |          |          |          |           |           |
| David Barioni Neto   |          |          |          |          |          |          |          |          |          |           |           |
| Carla Pernambuco     |          |          |          |          |          |          |          |          |          |           |           |
| Renato Santos        |          |          |          |          |          |          |          |          |          |           |           |
| Cacá Rosset          |          |          |          |          |          |          |          |          |          |           |           |
| José Roberto Marques |          |          |          |          |          |          |          |          |          |           |           |

## Especial de Fim de Ano
Em 1 de dezembro de 2008, foi exibido um especial de fim de ano do programa. O objetivo da competição era garantir ao vencedor a participação como candidato de Aprendiz 6 - Universitário, a primeira temporada do programa com elenco exclusivamente composto por estudantes universitários. Após a conclusão de quatro etapas envolvendo testes de lógica e conhecimentos gerais, a disputa foi vencida pela estudante Maytê de Carvalho Soares, que foi premiada com um carro 0 km. Os 16 estudantes foram selecionados a partir de currículos entregues ao Grupo Newcomm e testagens via internet.
| Candidato (a)                        | Graduação                                | Idade | Origem                | Resultado             |
| ------------------------------------ | ---------------------------------------- | ----- | --------------------- | --------------------- |
| Maytê de Carvalho Soares             | Publicidade e propaganda                 | 18    | Guarulhos             | Vencedora             |
| Thiago Henrique Ramos Pires          | Administração                            | 19    | São Bernardo do Campo | Demitido na final     |
| Anna Carolina Rocha Costa Peret      | Comunicação social / Ciências econômicas | 24    | Niterói               | Demitidos na 3ª etapa |
| Heitor Alves Festa Figueiredo Soares | Publicidade e propaganda                 | 19    | São Paulo             | Demitidos na 3ª etapa |
| Luana Sênos Franco                   | Administração                            | 22    | Niterói               | Demitidos na 2ª etapa |
| Nicole Freitas de Mello              | Farmácia                                 | 21    | Belo Horizonte        | Demitidos na 2ª etapa |
| Rodolfo Elci de Castro               | Engenharia mecânica                      | 20    | São Carlos            | Demitidos na 2ª etapa |
| Thiago Gallindo de Mello             | Publicidade e propaganda                 | 23    | Feira de Santana      | Demitidos na 2ª etapa |
| Bárbara Breves Carr da Fonseca       | Jornalismo                               | 23    | Rio de Janeiro        | Demitidos na 1ª etapa |
| Fabrício Treviso                     | Jornalismo                               | 21    | São Paulo             | Demitidos na 1ª etapa |
| Kamila Bianchi                       | Publicidade e propaganda                 | 19    | São Paulo             | Demitidos na 1ª etapa |
| Lucas Augusto Christino              | Marketing                                | 21    | São Paulo             | Demitidos na 1ª etapa |
| Rafael Troiano Marx                  | Propaganda e marketing                   | 22    | São Paulo             | Demitidos na 1ª etapa |
| Stefane Scalzoni Rosa                | Publicidade e propaganda                 | 19    | São Paulo             | Demitidos na 1ª etapa |
| Thays Cunha de Oliveira              | Publicidade e propaganda                 | 20    | São Paulo             | Demitidos na 1ª etapa |
| Tito Afonso Pereira Neto             | Administração                            | 21    | Itabuna               | Demitidos na 1ª etapa |

## Outros empreendimentos

### Livros
Dois livros baseados no programa foram publicados no Brasil. O primeiro, A Aprendiz, de 2005, foi escrito por Vivianne Brafmann após vencer a primeira edição do programa e descreve suas experiências durante a competição. O segundo, Eu Aprendi!, é de autoria dos 16 participantes da segunda temporada e relata as lições aprendidas por eles durante as tarefas realizadas. O livro foi publicado em 2006 e também possui uma versão em audiobook.

### Jogo de tabuleiro
Em 2010, uma versão em formato de jogo de tabuleiro do programa Aprendiz Universitário foi lançada no Brasil pela fábrica de brinquedos Estrela. No jogo, os participantes comandam equipes na disputa de tarefas, e a equipe perdedora participa de uma Sala de Reunião nos moldes do reality show. Voltado para o público infantil maior de 8 anos e com produção inicial de 50 mil unidades, o jogo foi utilizado em uma das tarefas da temporada que o inspirou.